# Murols
 Murols  (en occitano Muròls) es una población y comuna francesa, situada en la región de Mediodía-Pirineos, departamento de Aveyron, en el distrito de Rodez y cantón de Mur-de-Barrez.

## Demografía
| 247 | 240 | 240 | 193 | 175 | 130 |
| Para los censos de 1962 a 1999 la población legal corresponde a la población sin duplicidades (Fuente: INSEE [Consultar]) |     |     |     |     |     |